# Eurides Brito da Silva
Eurides Brito da Silva (Capanema, 28 de fevereiro de 1937 – Brasília, 3 de fevereiro de 2025) foi uma professora e política brasileira filiada ao Movimento Democrático Brasileiro (MDB) que foi deputada federal pelo Distrito Federal.

## Dados biográficos
Filha de Alvino Alves de Brito e Maria Pinto de Brito. Graduada em Pedagogia, História e Geografia pela Universidade Federal do Pará em 1959, nesse mesmo ano tornou-se professora no Colégio Moderno e no Colégio Estadual Magalhães Barata até ir para o Rio de Janeiro em 1962 onde fez pós-graduação na Universidade Federal do Rio de Janeiro. De volta a Belém no período de instalação do Regime Militar de 1964, foi diretora do Instituto Grão-Pará e depois secretária de Educação no governo Jarbas Passarinho. Membro do conselho diretor da Fundação Educacional de Belém, dirigiu o Centro de Estudos Pedagógicos do Pará, além de compor o conselho técnico da Fundação Educacional do Pará, tornando-se professora da Universidade Federal do Pará em 1967 e quando Jarbas Passarinho foi ministro da Educação no governo do presidente Emílio Garrastazu Médici, dirigiu o Departamento de Ensino Fundamental da pasta. Em 1974 tomou assento no Conselho Nacional de Educação.
Doutora em educação na Universidade Federal do Paraná em 1975 com pós-doutorado em Administração da Educação na Universidade da Califórnia no ano seguinte, em 1977 tornou-se professora da Universidade de Brasília e vice-diretora da Faculdade de Educação dessa instituição até ocupar a Secretaria de Educação do Distrito Federal nos governos Aimé Lamaison e José Ornelas por seis anos a partir de 1979. Nesse ínterim assinou sua filiação ao PDS e a seguir ao PFL. Candidata a deputada federal em 1986, figurou na primeira suplência sendo efetivada quase ao final da legislatura com a renúncia de Maria de Lourdes Abadia.
Após mudar para o PTR, foi novamente suplente de deputado federal em 1990 sendo convocada a exercer o mandato após a convocação de parlamentares para o secretariado do governador Joaquim Roriz e como parlamentar votou a favor do impeachment de Fernando Collor em 1992. Candidata a um novo mandato via PP em 1994, não obteve êxito e pouco depois foi para o PPB, mas retornou à vida política ao eleger-se deputada distrital pelo PMDB em 1998 e 2002, licenciando-se do mandato distrital para assumir como secretária de Educação no terceiro governo Joaquim Roriz. Eleita vice-presidente do Conselho Mundial de Educação Comparada em 1990, foi gerente do Programa de Erradicação do Analfabetismo no governo José Roberto Arruda durante os oito primeiros meses de 2007.
Em 2019 foi condenada em segunda instância a oito anos e quatro meses de prisão por corrupção passiva em razão dos crimes apurados no curso da Operação Caixa de Pandora, deflagrada dez anos antes mediante as denúncias feitas por Durval Barbosa.
Morreu no dia 3 de fevereiro de 2025 aos 87 anos em Brasília após complicações de um quadro de sepse. Ela estava internada na UTI do Hospital Santa Lúcia.